# ベレクア
ベレクア（Berekua, Berricoa）は、ドミニカ国のセント・パトリック教区の村。グランド・ベイ（Grand Bay）とも呼ばれる。島南東部、北大西洋のグランド湾に面しており、南にフランス領マルティニークを望む。人口は2,134人（2011年国勢調査）で教区内では最も多く、また国内では6番目に多い。
別名サウスシティ（South City）とも呼ばれており、島南部の中心地である。またカリプソの一種Cadence-lypsoやクレオール言語といった、島の伝統的文化とヨーロッパ・アフリカの文化が融合したドミニカ国の文化の中心地である。Man'I Danglebenによって1980年代に開局したRADIO ABA Magoがあり、Man'Iがパーソナリティを務めている。
地方自治体は、グランド・ベイ村を構成している。